# Choerades marginatus
Choerades marginatus är en tvåvingeart som först beskrevs av Carl von Linné 1758.  Choerades marginatus ingår i släktet Choerades, och familjen rovflugor. Arten är reproducerande i Sverige.